# Атрнерсех I
Атрнерсех (ум. в 870-х) — армянский князь Хачена. Сын Сахла Смбатяна. В 821 году женился на последней представительнице Михранидской династии Спрам. Владения Атрнерсеха охватывали в основном верхний Хачен. Резиденция находилась в области Цар в крепости Андаберд. Вместе с отцом и братом Ованнесом участвовал в антиарабском восстании 854 года, вследствие чего был задержан арабским военачальником Бугой аль-Кабиром и отправлен в ссылку в Самарру. В период отсутствия Атрнерсеха его функции исполняла жена Спрам, которая способствовала культурному процветанию Цара и Гегаркуника, построила Нораванк в Царе. Из ссылки вернулся только Атрнерсех, который и унаследовал власть старшего брата Ованнеса. Перестроил Андаберд, в качестве новой резиденции восстановил Вайкуник (на территории нынешнего Кельбаджарского района).